# Stephen Wise
Pour les articles homonymes, voir Wise.

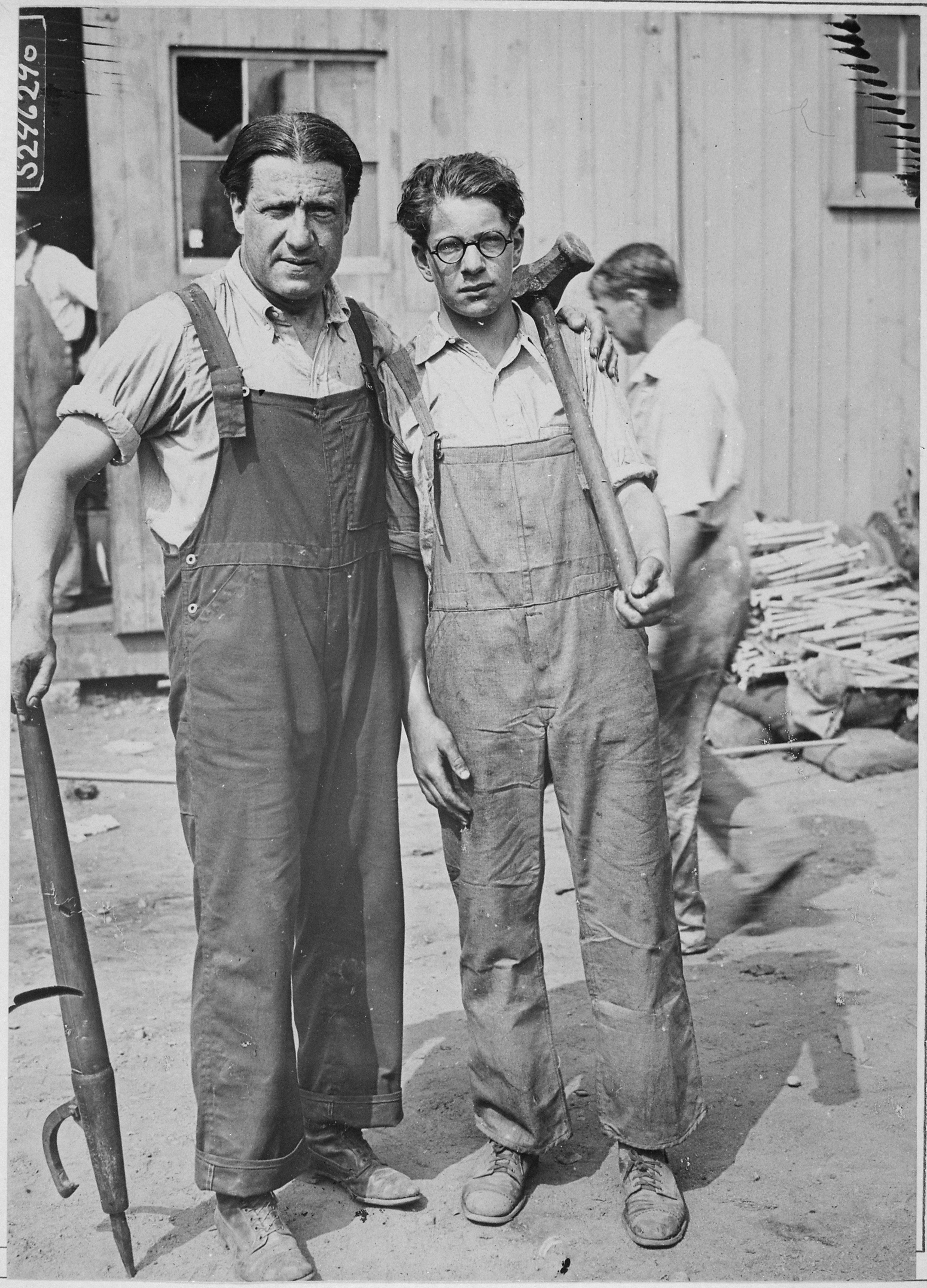
Stephen S. Wise et son fils dans un chantier naval durant la Première Guerre mondiale.

Stephen Samuel Wise (né Weisz, le 17 mars 1874, décédé le 19 avril 1949), couramment appelé le rabbin Wise, est un rabbin américain d'origine austro-hongroise et un militant sioniste et des droits civiques, participant au lancement de la National Association for the Advancement of Colored People.

## Carrière et militantisme
En 1893, il est nommé adjoint au rabbin Henry S. Jacobs de la congrégation B'nai Jeshurun, à New York, et plus tard dans la même année, ministre de la même congrégation. En 1900, il lance sa carrière comme rabbin de la congrégation Beth Israël à Portland; typique des militants de l'Ère progressiste, il a attaqué « un grand nombre de maux sociaux et politiques de l'Amérique contemporaine. » 
En 1906 Wise fait une rupture majeure avec le mouvement de réforme mis en place au sujet de la « liberté ou non du clergé juif et en cas de sa perte de la liberté, s'il doit être démis de son pouvoir pour de bon »; en 1907, il a fondé sa synagogue indépendante, à partir du mouvement des "Synagogues libres".
Rabbin Wise était un des premiers partisans du sionisme, et son soutien et son engagement au sionisme politique était à contre-courant des idées du Judaïsme réformé alors dominant aux États-Unis, qui était historiquement et résolument anti-sioniste et ce depuis la plate-forme de Pittsburgh de 1885. Il est l'un des fondateurs de la Fédération sioniste de New York en 1897, qui a conduit à la formation de la Fédération des Américains Sionistes (FAZ puis ZOA), un précurseur de l'Organisation sioniste d'Amérique. Au deuxième Congrès sioniste (Bâle, 1898),, il a été délégué et le secrétaire pour la langue anglaise. Wise a servi comme secrétaire honoraire de la FAZ, en étroite coopération avec Theodor Herzl jusqu'à la mort de ce dernier en 1904.
Finalement, Wise rejoint Louis Brandeis, Felix Frankfurter, juges de la Cour suprême des États-Unis, et d'autres, pour jeter les bases d'une organisation nationale juives «ardemment sioniste» et démocratiquement «pour représenter les Juifs en tant que groupe et non en tant qu'individus». En 1918, après les élections nationales, cette communauté juive a convoqué la première Congrès juif américain dans l'Independence Hall dans la ville historique de Philadelphie.
Il resta président du Congrès juif américain de 1922 à 1946 et il fut le destinataire du télégramme Riegner adressé par Gerhart Riegner lors de la Seconde Guerre mondiale.
Il est inhumé au cimetière de Westchester Hills près de la synagogue Stephen Wise (en).

## Archives
Les archives de Stephen S. Wise sont déposées au Jacob Rader Marcus Center of the American Jewish Archives (en).

## Publications
- The Beth Israel Pulpit